# Kroktjärnen (Järna socken, Dalarna, 670596-141159)
Kroktjärnen är en sjö i Vansbro kommun i Dalarna och ingår i Dalälvens huvudavrinningsområde.